# Barhan
Barhan je sipina v obliki polmeseca, nastala z vetrno akumulacijo. Barhani nastanejo tam, kjer ima veter večinoma stalno smer. Razvijejo se iz običajne sipine, ki je na sredini višja kot na krajnih delih, kar povzroči, da se oba krajca, ki morata pred oblikovanjem barhana ležati prečno na smer vetra, začneta v smeri vetra premikati hitreje kot osrednji del, saj se pri krajcih prenese manj materiala. Sipina dobi obliko polmeseca in se lahko nato letno premakne za nekaj 10 metrov v smeri pihanja (odvisno od velikosti). Barhani se pogosto pojavljajo v skupinah; v višino dosežejo do 30 m, v dolžino pa do 300 m. Beseda »barhan« je turkmenskega izvora.
Kljub redkemu ozračju barhani nastajajo tudi na Marsu.